# Planície Pantanal
A mais típica das planícies brasileiras é a Planície do Pantanal, constituída por terrenos do quaternário, situada na porção oeste de Mato Grosso do Sul e pequena extensão do sudoeste de Mato Grosso, entre os planaltos Central e Meridional. Como é banhado pelo rio Paraguai e seus afluentes, é inundada anualmente por ocasião das enchentes, quando vasto lençol aquático recobre quase toda a região. A citada  Planície do Pantanal tem essa denominação pois de cheia, muitos pântanos se formam em seu terreno.  
As partes mais elevadas do pantanal são conhecidas pelo nome indevido de cordilheiras e as partes mais deprimidas constituem as baías ou largos. Essas baías, durante as cheias, abrigam lagoas que se interligam através de canais conhecidos como corixos.
E é formada por rochas sedimentares.